# Syllepte tumidipes
Syllepte tumidipes là một loài bướm đêm trong họ Crambidae.